# Алисова, Нина Ульяновна
Ни́на Улья́новна Али́сова (15 декабря 1915, Киев — 12 октября 1996, Москва) — советская актриса театра и кино. Заслуженная артистка РСФСР (1950). Лауреат двух Сталинских премий (1941, 1946). Член ВКП(б) c 1943 года

## Биография
Нина Алисова родилась в Киеве 15 декабря 1915 года.
В 1927—1932 годы участвовала в спектаклях Киевского детского театра. Поступила во ВГИК, во время учёбы снималась в кино, с её участием выходят фильмы «Бесприданница» (где она сыграла Ларису Огудалову), «О странностях любви» и фильм «Новая Москва». Окончила ВГИК в 1938 году.
С 1945 года — актриса Театра-студии киноактёра (Москва). Самые значительные роли в кино сыграла в 1930 — 1940-е годы: в водевиле «О странностях любви», оптимистической драме «Дурсун», драме «Радуга» и других фильмах.
В 1961—1963 годах играла на сцене Саратовского АТД имени К. Маркса. В постановке 1961 года «Орфей спускается в ад» по пьесе Т. Уильямса она сыграла роль Леди Торренс, в 1962 году в пьесе «Ленинградский проспект» играла Нину Алексеевну.
В 1961—1963 годах преподавала актёрское мастерство в Саратовском театральном училище.
Первый муж — Валентин Кадочников, художник, режиссёр. Второй муж — Пётр Кузнецов, кинооператор.
Сын — Вадим Алисов, кинооператор. Дочь — Лариса Кадочникова, актриса КАТРД имени Леси Украинки.
Скончалась на 81-м году жизни 12 октября 1996 года в Москве. Похоронена на Троекуровском кладбище.

## Творчество

### Роли в театре

#### Саратовский драматический театр
- 1961 — «Орфей спускается в ад» Т. Уильямса — Леди Торренс
- 1962 — «Украденное счастье» И. Я. Франко. Режиссёр: Д. А. Лядов — Анна
- 1962 — «Ленинградский проспект» И. В. Штока — Нина Алексеевна

### Фильмография
1. 1929 — Тёмное царство — гостья
2. 1931 — Рождение героини — кумушка
3. 1936 — Бесприданница — Лариса Огудалова
4. 1936 — О странностях любви — Ирина
5. 1937 — Как будет голосовать избиратель — избирательница
6. 1938 — Новая Москва — Зоя Новикова
7. 1940 — Дурсун — Дурсун
8. 1940 — Макар Нечай — Наталья Николаевна Стахова, аспирантка
9. 1941 — Прокурор — Джерен
10. 1943 — Жена гвардейца — Татьяна Белкина, учительница
11. 1943 — Радуга — Пуся
12. 1944 — Поединок — Наталья Михайловна Осенина, певица
13. 1947 — Алмазы — Варвара Меньшикова, геолог
14. 1949 — Академик Иван Павлов — Варвара Ивановна, студентка
15. 1956 — Посеяли девушки лён — Лиза, жена Григория
16. 1959 — Сын Иристона — Варвара Григорьевна Шредерс
17. 1960 — Дама с собачкой — жена Гурова
18. 1964 — Тени забытых предков — Палийчук, мать Ивана
19. 1965 — Вниманию граждан и организаций — дама с ресницами
20. 1965 — Родник для жаждущих — Параска
21. 1965 — Чрезвычайное поручение — Елена Францевна, эсерка
22. 1966 — киноальманах «Товарищ песня», новелла «Песня о матери» — мать
23. 1967 — Железный поток — Клавдия
24. 1969 — Взрыв после полуночи — хозяйка публичного дома
25. 1970 — Кремлёвские куранты — дама с вязаньем
26. 1970 — Любовь Яровая — Наталья Ивановна Горностаева, жена профессора
27. 1970 — Смятение — мать Кати
28. 1971 — Синее небо — Надежда Петровна Светлова, профессор, врач-офтальмолог
29. 1972 — Ехали в трамвае Ильф и Петров — Василиса Александровна, секретарь в редакции
30. 1976 — Сладкая женщина — Раиса Ивановна Шубкина, мать Ларика
31. 1976 — Транссибирский экспресс — Любушка, актриса
32. 1981 — Пусть он выступит — миссис Старкуэтер
33. 1981 — Сильва — графиня (нет в титрах)
34. 1981 — Смотри в оба! — игуменья, матушка
35. 1985 — Картина — Александра Васильевна, секретарь председателя облисполкома Д. И. Уварова
36. 1987 — Испытатели — Ольга Михайловна
37. 1995 — Ширли-мырли — меломан
38. 1997 — Вино из одуванчиков — эпизод

## Награды и премии
- Сталинская премия второй степени (1941) — за исполнение главной роли в фильме «Дурсун»
- Сталинская премия первой степени (1946) — за исполнение роли Пуси в фильме «Радуга» (1943)
- Заслуженная артистка РСФСР (1950)
- орден Трудового Красного Знамени (14.4.1944) — за исполнение роли Пуси в кинокартине «Радуга» (1943)
- нагрудный знак «Отличник кинематографии СССР» (31.12.1965)
- Благодарность Президента Российской Федерации (25 декабря 1995 года) — в связи со 100-летием мирового и российского кинематографа за заслуги перед государством и большой вклад в отечественную культуру[4]